# Objekt mé touhy
Objekt mé touhy (v originále The Object of My Affection) je americký hraný film z roku 1998, který režíroval Nicholas Hytner. Film vypráví příběh mladé těhotné ženy, která se zamiluje do svého homosexuálního spolubydlícího.

## Děj
George Hanson pracuje jako vychovatel v mateřské školce a právě se rozchází se svým přítelem Robertem. Na večírku se seznámí s Ninou, která mu nabídne, že může bydlet jako spolubydlící v jejím bytě. Nina má sice přítele Vinceho, ale ještě s ním nechce společně bydlet. Nina s Georgem tráví hodně volného času. Večer spolu chodí do tanečních. Vince proto na George žárlí. Nina zjistí, že je těhotná, ale Vincemu nic neřekne, chtěla by dítě vychovávat s Georgem, do kterého se zamilovala. Když se toto Vince dozví, rozejde se s Ninou. Robert jednoho dne zavolá Georgemu, aby s ním jel na víkendové setkání na univerzitu. George se nechá přemluvit. Robert by se k němu chtěl vrátit, George se však na setkání seznámí mladým hercem Paulem a začnou spolu chodit. Nyní žárlí Nina na Paula, protože se cítí opuštěná. Na svatbě Georgova bratra Franka si Nina uvědomí, že vychovávat dítě s Georgem je bláhovost. Po porodu ho požádá, aby se odstěhoval. Přesto zůstanou přáteli.

## Obsazení
| Paul Rudd        | George Hanson    |
| Jennifer Aniston | Nina Borowski    |
| John Pankow      | Vince McBride    |
| Allison Janney   | Constance Miller |
| Alan Alda        | Sidney Miller    |
| Tim Daly         | Robert Joley     |
| Steve Zahn       | Frank Hanson     |
| Amo Gulinello    | Paul James       |
| Nigel Hawthorne  | Rodney Fraser    |
| Kali Rocha       | Melissa          |
| Gabriel Macht    | Steve Casillo    |
| Sarah Hyland     | Molly            |
| Paz de la Huerta | 13letá Sally     |
| Kevin Carroll    | Louis Crowley    |